# Римски рудници у Србији
На путу за Космај, поред Раље, педесетак километара од Београда, између села Бабе (топоним од имена римског прокуратора Бабениуса), Стојник, Губеревац и Парцани налази се подручје античких рудокопа и топионица сребра, олова и гвожђа, својеврсна рудничка област (territoria metallorum).
У време владавине цара Трајана били су највећи снабдевачи империје сребром и оловом. У Риму је кован и посебан новац за поткосмајске територије. Руда је у то доба топљена на нешто нижим температурама, па је у преко милион тона јаловине (шљаке) преостао релативно висок проценат метала.
Крајем деветнаестог века немачка фирма “Штајнлехер-Фројнд” добила је концесију на прераду јаловине, али се убрзо после пуштања у погон три топионице одустало од даље експлоатације.
Између два рата олово је естраховано из јаловине у погонима близу села Губеревац, а после Другог светског рата одвожена је на прераду у топионицу у Трепчи.
Изнад тог села и места где има највише улаза у руднике био је каструм римске кохорте (Aurelia Nova equitata), из другог века н. е. и насеље Demesuss (Demesum) (?). 
Археометалурзи сматрају да овај локалитет спада међу најочуваније античке рударско металуршке целине у Европи.